# سیارک ۱۷۵۸
سیارک ۱۷۵۸ (به انگلیسی: 1758 Naantali، نامگذاری:1942DK) هزار و هفتصد و پنجاه و هشتمین سیارک کشف شده‌است که در ۱۸ فوریه ۱۹۴۲ کشف شد.
قدر مطلق سیارک برابر ۱۰٫۹۰ است.